# Kunst im öffentlichen Raum in Hamburg-Dulsberg
Diese Liste von Kunst im öffentlichen Raum in Hamburg-Dulsberg enthält dauerhaft aufgestellte Kunstwerke auf dem Gebiet des Stadtteils Dulsberg der Freien und Hansestadt Hamburg, die sich im öffentlichen Raum befinden und von anerkannten Künstlern und Künstlerinnen geschaffen wurden. Viele dieser Kunstwerke sind durch das Programm Kunst am Bau (und dessen Folgeprogramme) gefördert oder mit öffentlichen Geldern angekauft worden, dies ist aber keine Voraussetzung für die Aufnahme. Ebenso mögen einige dieser Kunstwerke als Kulturdenkmal geschützt sein, aber auch das ist keine Voraussetzung für die Aufnahme in diese Liste.
Bauschmuck ist im Normalfall im Artikel über das Bauwerk darzustellen, und gehört nicht in diese Liste. Streetart kann Aufnahme in die Liste finden, wenn es zu dem konkreten Kunstwerk eine ausführliche Rezeption in der Kunstwissenschaft gibt und ein enzyklopädischer Artikel über die Streetart-Künstler oder -Künstlerin existiert oder vorstellbar wäre. Denkmäler, die an eine Person oder ein Ereignis erinnern, können in die Liste aufgenommen werden, wenn sie ob ihrer zumeist plastischen Gestaltung als Kunstwerk gelten können. Bei reinen Gedenktafeln ist das normalerweise nicht der Fall.
Basis der Zusammenstellung sind Datensätze der Hamburger Kulturbehörde von 2012 und 2018, eine Veröffentlichung der SAGA GWG von 2008, und verschiedene Veröffentlichungen von Kunsthistorikern zum Thema. Eine abschließende Liste von Literatur kann es nicht geben, jedoch ist für jeden Eintrag in die Liste ein konkreter Verweis auf eine amtliche Liste oder anerkannte Sekundärliteratur erforderlich.
Gestohlene oder zerstörte Kunstwerke, die ehemals in Hamburg-Dulsberg aufgestellt waren, sind in einer separaten Liste aufgeführt.

## Legende
- Lage: Nennt die nächstgelegene Straße und, wenn vorhanden und sinnvoll, das nächstgelegene Bauwerk (mit Hausnummer) oder das umgebende Gebiet (z. B. einen Park) und gibt nötigenfalls Hinweise zur genauen Lage. Darunter werden - wenn vorhanden - auch die Geo-Koordinaten und das Wikidata-Logo als Verweis auf das Wikidata-Objekt angegeben. Die Spalte ist nach der Adresse sortierbar.
- Künstler/in: Name des Künstlers oder der Künstlerin, die das Kunstwerk geschaffen haben, verlinkt mit dem Wikipedia-Artikel zur Person. Die Spalte ist nach dem Nachnamen sortierbar.
- Beschreibung: Kurzbeschreibung des Werks, immer zuerst: Werktitel (kursiv), dann möglichst Material, Stil, Größe, Dargestelltes, Art der Förderung
- Jahr: Jahr der Fertigstellung des Kunstwerkes, wenn unbekannt dann das Jahr der Aufstellung. Hier kann nur ein einziges Jahr angegeben werden, kein Zeitraum. Weitere zeitliche Details zur Schaffung des Kunstwerkes (von–bis) können in der Beschreibung angegeben werden.
- Quelle: Kulturbehörde, SAGA, Literatur, jeweils mit Fußnote. Diese Angabe ist für eine Aufnahme in die Liste verpflichtend.
- Bild: Bild des Kunstwerks, mit Link auf Commons-Kategorie wenn vorhanden

Hinweis: Die Grundsortierung der Liste erfolgt nach der Adresse. Die Liste ist alternativ nach Künstler, Werktitel, Datierung oder Quelle sortierbar.

## Liste
| Lage | Künstler                                       | Beschreibung | Jahr | Quelle        | Bild |  |
| --- | ---------------------------------------------- | --- | ---- | ------------- | --- |  |
| Alter Teichweg 137 Grünanlage vor Ladenzentrum an der Ecke Gravensteiner Weg (Lage)                               | Barbara Haeger                                 | Sitzende Bronzefigur einer sitzenden Frau, Ankauf durch SAGA. | 1953 | Kulturbehörde | weitere Bilder |  |
| Alter Teichweg 141 Platz (Lage)                                                                                   | Sebastian Hempel                               | Murmelstein Quaderförmige Spielskulptur aus Sandstein mit funktionierenden Murmelbahnen. Ankauf durch die SAGA.Die Anschrift ist noch am ehesten Alter Teichweg 141, nicht 137.                       | 1996 | Kulturbehörde | weitere Bilder |  |
| Alter Teichweg 191 Grünanlage westlich des Wohnblocks Alter Teichweg 187/193 (Lage)                               | Sabine von Diest-Brackenhausen                 | Drachensegler Bronzeskulptur einer halbliegenden Figur mit Drachen | 1977 | Zabel         | weitere Bilder |  |
| Alter Teichweg 200 Stadtteilschule Alter Teichweg, Neubau (Pausenhalle), vor Freizeitraum (Lage)                  | Jochen Twelker, Annette Venebrügge und Schüler | Big Shirts-Projekt Schul-Direkterwerb, Beteiligungsprojekt | 1997 | Kulturbehörde | Bild gesucht Die Wikipedia wünscht sich an dieser Stelle ein Bild vom Ort mit diesen Koordinaten 53.5874389 10.0694371 . Motiv: Alter Teichweg 200 Falls du dabei helfen möchtest, erklärt die Anleitung , wie das geht. BW |  |
| Alter Teichweg 200 Stadtteilschule Alter Teichweg, Schumacherbau, im Flur an Ecke nahe Aufzug/Lehrerzimmer (Lage) | Albert Woebcke                                 | Jüngling mit Maßstab Kunst im Stadtbild bis 1950 | 1930 | Kulturbehörde | Bild gesucht Die Wikipedia wünscht sich an dieser Stelle ein Bild vom Ort mit diesen Koordinaten 53.5874388 10.0694372 . Motiv: Alter Teichweg 200 Falls du dabei helfen möchtest, erklärt die Anleitung , wie das geht. BW |  |
| Alter Teichweg 200 Stadtteilschule Alter Teichweg, Schumacherbau, Eingangstreppenhaus (Lage)                      | Fritz Fleer                                    | Reiher Die Skulptur war ursprünglich im Springbrunnen im Schmuckhof der heutigen Grundschule aufgestellt, Kunst am Bau                                                                                | 1957 | Kulturbehörde | Bild gesucht Die Wikipedia wünscht sich an dieser Stelle ein Bild vom Ort mit diesen Koordinaten 53.5874387 10.0694373 . Motiv: Alter Teichweg 200 Falls du dabei helfen möchtest, erklärt die Anleitung , wie das geht. BW |  |
| Alter Teichweg 200 Stadtteilschule Alter Teichweg, überdachter Verbindungsgang (Lage)                             | Heinz Glüsing                                  | Tageszeiten – Jahreszeiten Zweiteilige Arbeit, Kunst am Bau | 1957 | Kulturbehörde | Bild gesucht Die Wikipedia wünscht sich an dieser Stelle ein Bild vom Ort mit diesen Koordinaten 53.5871409 10.0691933 . Motiv: Alter Teichweg 200 Falls du dabei helfen möchtest, erklärt die Anleitung , wie das geht. BW |  |
| Alter Teichweg 203 Kita Alter Teichweg, Mauer an Hauptweg (Lage)                                                  | Werner Michaelis                               | Spielplastik Skulptur aus Sandstein. Ankauf durch SAGA, dann an Stadt Hamburg übertragen. | 1966 | Kulturbehörde | weitere Bilder |  |
| Alter Teichweg 203 Kita Alter Teichweg, Wand am Haupteingang (Lage)                                               | Maria Pirwitz                                  | Reliefbild SAGA | 1968 | Kulturbehörde | Bild gesucht Die Wikipedia wünscht sich an dieser Stelle ein Bild vom Ort mit diesen Koordinaten 53.5889251 10.0739424 . Motiv: Alter Teichweg 203 Falls du dabei helfen möchtest, erklärt die Anleitung , wie das geht. BW |  |
| Kiefhörn 1 Vor dem Gebäude (Lage)                                                                                 | Karl Heinz Engelin                             | Zwei Vögel Skulptur zweier balzender Vögel aus gebogenen Messingrohren. | 1970 | Zabel         | weitere Bilder |  |
| Krausestraße 53 Emil-Krause-Schule, Außenwandfläche eines Klassentraktes zur Lothringer Straße (Lage)             | Fritz Fleer                                    | Schäfer und Vogelzug Zweiteiliges Relief, Ankauf im Rahmen des Programms „Kunst am Bau“ | 1960 | Kulturbehörde | weitere Bilder |  |
| Krausestraße 53 Emil-Krause-Schule, Eingangshalle von Lothringer Straße aus (Lage)                                | Gudrun Piper                                   | Entwurf Fußbodenbelag Gestaltung des Fußbodens mit geschliffenen Fliesen aus verschiedenen Natursteinsorten und Farben, die in ein Raster eingefügt sind. Ankauf im Rahmen des Programms Kunst am Bau | 1964 | Kulturbehörde | weitere Bilder |  |
| Krausestraße 53 Emil-Krause-Schule, Westeingang des Altbaus, Treppeneingang (Lage)                                | Ludolf Albrecht                                | Brunnenmädchen Bauplastik vor 1933 Objekt bis 1987 in Curschmannschule Eppendorf (dort lange eingelagert)                                                                                             | 1930 | Kulturbehörde | Bild gesucht Die Wikipedia wünscht sich an dieser Stelle ein Bild vom Ort mit diesen Koordinaten 53.58083 10.0569936 . Motiv: Krausestraße 53 Falls du dabei helfen möchtest, erklärt die Anleitung , wie das geht. BW      |  |
| Lothringer Straße 2 Ecke zu Alter Teichweg, Sockel am Ende einer Mauer (Lage)                                     | Ludwig Kunstmann                               | Mutter mit drei Kindern Skulptur aus Muschelkalk | 1923 | Zabel         | weitere Bilder |  |
| Lothringer Straße 2 Ecke zu Alter Teichweg, an der Ecke des Gebäudes (Lage)                                       |                                                | Denkmal Hamburger Feuersturm Relief, das an die Opfer des Hamburger Feuersturms von 1943 erinnert, errichtet 1950 von der Schiffszimmerer-Genossenschaft                                              | 1950 |               | weitere Bilder |  |
| Mülhäuser Straße 8–10 Wohnblock Mülhäuser Straße / Schlettstadter Straße, Mitte des Innenhofs (Lage)              | Ludolf Albrecht                                | Tanzende Mädchen Bronzeplastik | 1930 | Zabel         | weitere Bilder |  |
| Naumannplatz Mitte des Naumannplatzes/Innenhof, ehemals Brunnen (Lage)                                            | Martin Irwahn                                  | Tanzende Mädchen SAGA, Skulptur aus Keramik | 1951 | Kulturbehörde | weitere Bilder |  |
| Nordschleswiger Straße 13 U-Bahnhof Alter Teichweg, Fußgängertunnel (Lage)                                        | Heinz Glüsing                                  | Entwicklung des Schiffbaus Keramisches Wandbild, Kunst am Bau | 1961 | Kulturbehörde | weitere Bilder |  |
| Schlettstadter Straße 2–4 Wohnblock Schlettstadter Straße / Elsässer Straße, Mitte des Innenhofs (Lage)           | Ludolf Albrecht                                | Ballspielende Jünglinge Bronzeplastik | 1930 | Zabel         | weitere Bilder |  |
| Straßburger Straße U-Bahnhof Straßburger Straße, Fußgängertunnel (Lage)                                           | Herbert Spangenberg                            | Wiederaufbau und Planung Wandbild, Ankauf im Rahmen des Programms „Kunst am Bau“ | 1961 | Kulturbehörde | weitere Bilder |  |